# Martin II. von Polheim
Martin von Polheim (* 1457 in Pollham im Hausruckviertel; † 2. Juni 1498 in Steyr) war Rat von König Maximilian I.

## Leben
Martin und sein Cousin Wolfgang von Polheim wuchsen zusammen mit dem Sohn des römisch-deutschen Kaisers Friedrich III. auf. 1477 gingen beide mit Maximilian in die Burgundischen Niederlande. Bei der Schlacht bei Guinegate (1479) geriet Martin von Pohlheim für kurze Zeit in französische Gefangenschaft.
Im Mai 1481 wurde Martin von Pohlheim in den Orden vom Goldenen Vlies aufgenommen. Während des Burgundischen Erbfolgekrieges (1477–1493) gerieten Martin von Pohlheim, sein Cousin Wolfgang und Maximilian 1488 in Brügger Gefangenschaft. Danach wurden Maximilian und die Pohlheims nach Gent gebracht und erst nach Ankunft von Maximilians Vater in Flandern (1490) aus der Gefangenschaft befreit.
Maximilian wurde nach dem Tod seines Vaters regierender römisch-deutscher König als »Maximilian I.« und übertrug Martin von Polheim auf Lebenszeit die Burggrafschaft Steyr und machte ihn zum Verweser (Regenten) der Hauptmannschaft ob der Enns; 1498 kaufte dieser Schloss Litzlberg. Er war kaiserlicher geheimer Rat und Kämmerer von Maximilian I. und starb am 2. Juni 1498 in Steyr. Beigesetzt wurde er im ehemaligen Minoritenkloster in Wels.

## Familie
Martin von Polheim entstammte der oberösterreichischen Familie der Polheimer (Pollhamer Linie). Seine Eltern waren Reinprecht III. von Polheim († 29. Mai 1466), 1439–1449 Verweser der Hauptmannschaft ob der Enns, und Elisabeth von Starhemberg († 10. September 1482).
Er heiratete
- 1480 Maria von Borsselen, Herrin von Baarland, Tochter des Vliesritters Wolfhart VI. von Borsselen, Marschall von Frankreich
- 1493 Regina von Liechtenstein († 1496). Kinder aus dieser Ehe waren:
  - Sigmund Ludwig von Polheim (* 1494 in Innsbruck; † 14. Juni 1544 in Wildbad Gastein); Herr zu Polheim in Wels und Steinhaus (⚭ 5. Februar 1521 Schloss Bockfließ, Niederösterreich) Anna von Eckartsau († 7. Februar 1535 Wels).
  - Marie Salome von Polheim (* 1496; † 1534) (⚭) Achaz von Losenstein.